# Puhăceni, Anenii Noi
Puhăceni este un sat din raionul Anenii Noi, Republica Moldova. Este situat pe malul drept al Nistrului.

## Amplasarea geografică
Puhăceni este un sat și comună din raionul Anenii Noi. Satul este situat la 47.088485 - latitudine nordică și 29.347051 - longitudine estică, având o suprafață de aproximativ 2.37 kilometri pătrați, cu un perimetru de 5.88 km(2). Comuna Puhăceni are o suprafață totală de 35.37 kilometri pătrați, fiind cuprinsă într-un perimetru de 33.89 km(2). Satul este situat de-a lungul râului Nistru și se împarte în 4 mici sectoare: Partea garajului, Partea dealului, Partea Bălții, Partea Nistrului. Organul local al puterii este primăria satului Puhăceni.

## Condiții naturale
Satul Puhăceni este situat într-o văgăună fiind înconjurat de cornuri de dealuri și mărginit de râul Nistru, este amplasat la sud-est de capitală. Pe teritoriul acestuia se atestă un relief deluros cu soluri aluviale, pământuri bogate în cernoziomuri, nisipuri, argile  și piatră. Rezervele de ape subterane  permit aprovizionarea satului cu apa potabilă, iar rezervele de ape ale Nistrului permit desfășurarea lucrărilor agricole pe teritorii ce suferă de secetele verilor.
- Clima-satului Puhăceni este temperată. Iarna este blândă și scurtă, rareori cuprinsă de gerurile și înghețurile ce provoacă mari daune oamenilor și agriculturii, vara este călduroasă și e însoțită uneori de arșițe și secete. Cantitatea precipitațiilor atmosferice este redusă, nu este echilibrată: cea mai mare parte, 71%, cade în sezonul cald. Iarna precipitațiile cad atât sub formă de lapoviță, cât și de zăpadă, mai rar de ploaie.
- Flora și fauna satului manifestă o diversitate mare comparativ cu alte regiuni. Pe teritoriu au fost înregistrate 29 specii de mamifere, 72 specii de păsări și 18 specii de reptile și amfibieni. Dintre mamifere se întâlnesc mai des cârtițele, aricii, șoarecii-de-câmp, liliecii, diferite rozătoare, veverițele ș.a.. Dintre animalele răpitoare pot fi enumerate nevăstuicile, dihorii, jderii. În apropierea satului se întâlnește un colț de pădure și câteva livezi de pomi fructiferi și vii. Soiurile de pomi întâlnite: caiși, piersici, pruni, gutui, peri, vișini, cireși etc.

## Scurt istoric
Din cercetările unor vechi surse aflăm că anul primei atestări documentare a satului Puhăceni este 1523. Istoria satului ține de numele postelnicului Cozma Șarpe, care avea în posesia sa satele Lațcani, Rediul, Brusturi și altele, de asemenea și o parte din Șerpeni și Puhăceni din ținutul Orheiului. Iar în 1665 satele sus-numite trec sub oblăduirea postelnicului Stamati, deoarece Cozma Șarpe s-a răzvrătit împotriva domnitorului, fugind în Polonia.
Anul 1845 este anul primei atestări documentare a bisericii din satul Puhăceni, iar în 1874 s-a construit din piatră Biserica în numele Sf. Arhanghel Mihail. Serviciul divin se oficia în limba română. Se foloseau cărți de rit editate la tipografia eparhică din Chișinău. În anul 1878 funcția de preot era prestată de Mihail Cegolea, iar din Anuarul „Socec” al României Mari de la 1924 aflăm că în sat locuiau 2520 de oameni, primarul era Cojocaru Gheorghe, preot Plămădeală Ioan, strămoșul sculptorului Alexandru Plămădeală. În sat funcționa școala, erau băcani, cârciumari, cizmari, mori cu arburi, teascuri de ulei, croitori și banca populară ,,Tovărășia” cu un capital de 40000 de lei. În anul 1872 în sat a fost deschisă școala ministerială de 4 ani, primul învățător a fost Vladimir Iațemirschii.

## Date demografice
În anul 1997, populația satului Puhăceni a fost estimată la 4105 de cetățeni. Conform datelor recensământului din anul 2004, populația satului constituie 3775 de oameni, iar numărul actual de locuitori 3881, 49.25% fiind bărbați, iar 50.75% femei. În satul Puhăceni au fost înregistrate 1189 de gospodării casnice la recensământul din anul 2004, pe când în 2010 numărul acestora a crescut până la 1391. Membrii acestor gospodării alcătuiau 3775 de persoane, iar mărimea medie a unei gospodării era de 3.2 persoane. Gospodăriile casnice erau distribuite, în dependență de numărul de persoane ce le alcătuiesc, în felul următor: 17.41% - 1 persoană, 18.67% - 2 persoane, 19.85% - 3 persoane, 26.83% - 4 persoane, 10.68% - 5 persoane, 6.56% - 6 și mai multe persoane.

### Structura etnică
<div class="transborder" style="position:absolute;width:100px;line-height:0;
Structură etnică
     moldoveni (97,09%)
     ucraineni (0,37%)
     ruși (0,61%)
     găgăuzi (0,03%)
     bulgari (0,05%)
     români (1,7%)
     polonezi (0,05%)
     alte etnii / nedeclarată (0,1%)
Conform datelor recensământului din 2004, populația localității este de 3.775 locuitori, dintre care 1.859 (49,25%) bărbați și 1.916 (50,75%) femei. Structura etnică a populației în cadrul localității arată astfel:
- moldoveni — 3.665;
- ucraineni — 14;
- ruși — 23;
- găgăuzi — 1;
- bulgari — 2;
- români — 64;
- polonezi — 2;
- altele / nedeclarată — 4.

## Administrație și politică
Componența Consiliului local Puhăceni (13 consilieri), ales la 5 noiembrie 2023, este următoarea:
|  | Partid                                       | Consilieri | Componență | Componență | Componență | Componență | Componență | Componență | Componență | Componență | Componență |
|  | -------------------------------------------- | ---------- | ---------- | ---------- | ---------- | ---------- | ---------- | ---------- | ---------- | ---------- | ---------- |
|  | Partidul Acțiune și Solidaritate             | 9          |            |            |            |            |            |            |            |            |            |
|  | Partidul Socialiștilor din Republica Moldova | 2          |            |            |            |            |            |            |            |            |            |
|  | Platforma Demnitate și Adevăr                | 1          |            |            |            |            |            |            |            |            |            |
|  | Partidul Social Democrat European            | 1          |            |            |            |            |            |            |            |            |            |

## Economia
Economia în sat o alcătuiesc agenții economici, exportul mărfurilor agricole și industriale, importul materiei prime, legăturile cu satele vecine, comerțul intern și extern realizat între cetățeni. În sat se dezvoltă proprietatea privată în ramurile: viticultura, pomicultura, apicultura, precum și sectorul zootehnic  — creșterea bovinelor, porcinelor, ovinelor ș.a. În ultimii 15 ani populația cultivă legume în sere, roșiile crescute fiind comercializate la piețile din țară, precum și vândute agenților intermediari, ce le exportă în Belarus.

## Momente caracteristice localității
- Hramul satului – 19 septembrie;
- Omagieri – 50 de ani de căsătorie;
- Înmînarea anuală a premiului ,, Grigore Botnarenco” pentru cea mai amenajată gospodărie din sat;
- Premiul ,,Liceanul anului”;
- Marcarea sărbătorilor calendaristice – Hora satului, Bradul de Crăciun, comemorarea eroilor.

## Tradiții
Satul se mândrește cu meșterițele populare Budișteanu Galina și Ceban Ludmila, care și-au expus lucrările la diverse expoziții din sat, raion și republică.
Monumente:
Pe teritoriul satului se află 2 monumente în memoria ostașilor căzuți în cel de-al Doilea Război Mondial, și bustul marelui poet al neamului românesc, Mihai Eminescu.